# ホクモン県
座標: 北緯10度52分42秒 東経106度35分33秒 / 北緯10.87833度 東経106.59250度
ホックモン県（ホクモンけん、ベトナム語：Huyện Hóc Môn / 縣旭門）は、ベトナム・ホーチミン市の県。

## 行政
ホクモン県は1の市鎮（Thị trấn）と11の社（Xã）を管轄している。
- 市鎮
  - ホクモン（Hóc Môn / 旭門）
- 社
  - ニビン（Nhị Bình / 二平）
  - スアントイドン（Xuân Thới Đông / 春泰東）
  - スアントイトゥオン（Xuân Thới Thượng / 春泰上）
  - スアントイソン（Xuân Thới Sơn / 春泰山）
  - バディエム（Bà Điểm / 婆點）
  - ドンタイン（Đông Thạnh / 東盛）
  - タンヒエップ（Tân Hiệp / 新協）
  - トイタムトン（Thới Tam Thôn / 泰三村）
  - チュンチャイン（Trung Chánh / 中正）
  - タンスアン（Tân Xuân / 新春）
  - タントイニ（Tân Thới Nhì / 新泰二）